# Il simbolo perduto
Il simbolo perduto (titolo originale in lingua inglese: The Lost Symbol) è un romanzo giallo dello scrittore Dan Brown, pubblicato il 15 settembre 2009 in contemporanea in Gran Bretagna, negli Stati Uniti e in Canada. In Italia è stato pubblicato il 23 ottobre 2009.
È il terzo romanzo della serie con protagonista il professore Robert Langdon.

## Descrizione
L'inizio della lavorazione del libro risale al 2006; la data di uscita è stata posticipata più volte.
La prima tiratura negli Stati Uniti è stata di 6,5 milioni di copie, la più alta nella storia dell'editore Random House, che pubblica i libri di Brown tramite la propria controllata Doubleday. Inizialmente erano state previste 5 milioni di copie, ma le forti richieste durante la pre-vendita hanno portato l'editore a stampare 1,5 milioni di copie in più. A questo proposito, lo stesso autore ha spiegato di essere stato sottoposto a forti pressioni legate sia al successo dei suoi libri precedenti, sia alle cause legali per plagio che gli erano state intentate in Inghilterra dopo la pubblicazione di Il codice da Vinci e che aveva vinto. Nei mesi precedenti la pubblicazione il pubblico di Canada e USA ha potuto preordinare il libro tramite le principali catene di librerie o sui siti di e-commerce. A tale proposito, l'editore statunitense ha dichiarato: è un thriller brillante e convincente, vale la pena di aspettare.
Noto anche con il titolo provvisorio The Solomon Key, riferendosi al celebre testo alchemico della Chiave di Salomone, si tratta del terzo libro dell'autore ad includere il personaggio immaginario di Robert Langdon, professore di simbologia religiosa all'Università Harvard negli Stati Uniti.
La storia del libro ha luogo a Washington ed è incentrata sulla Massoneria.

## Trama

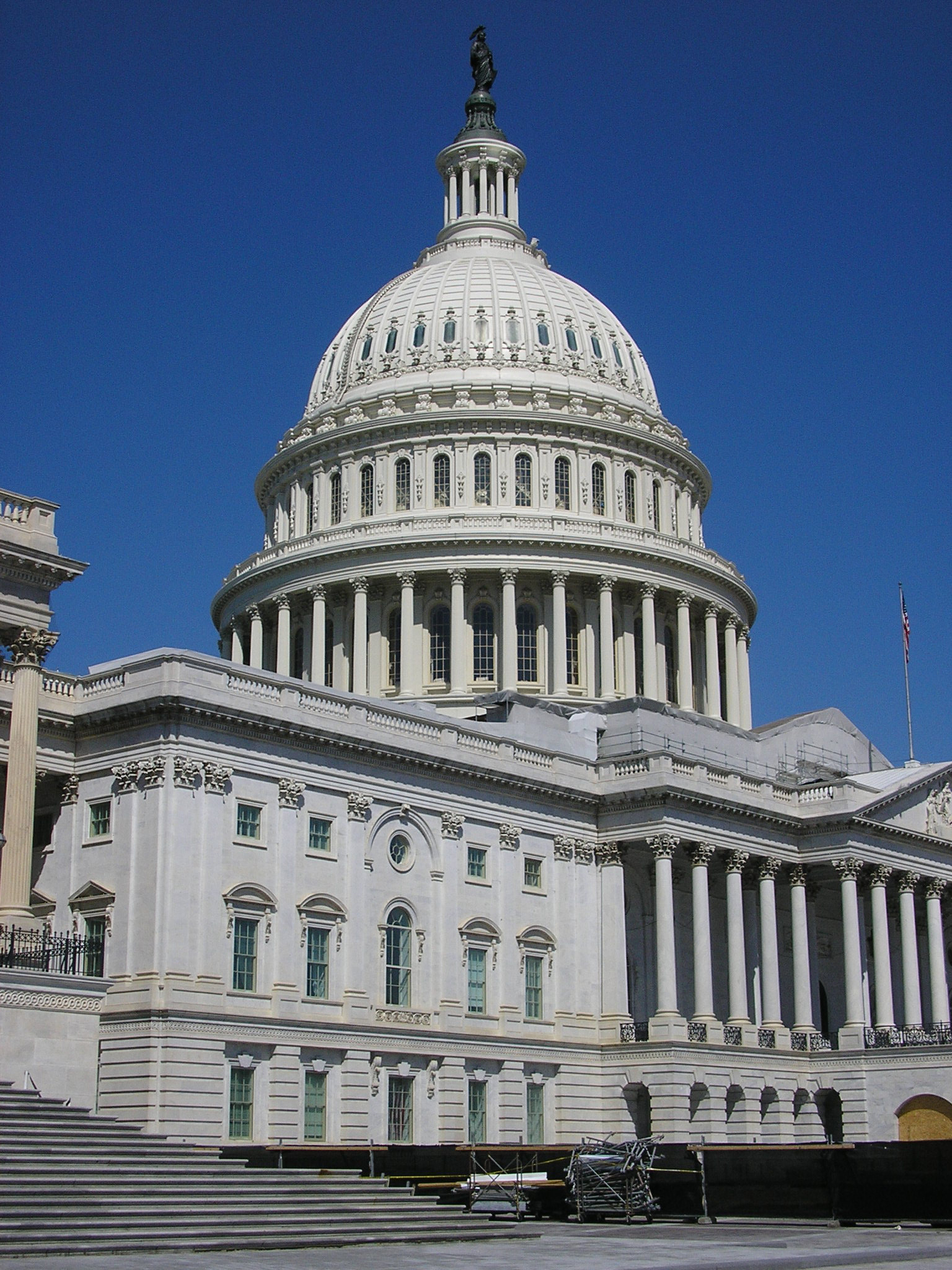
Il Campidoglio a Washington

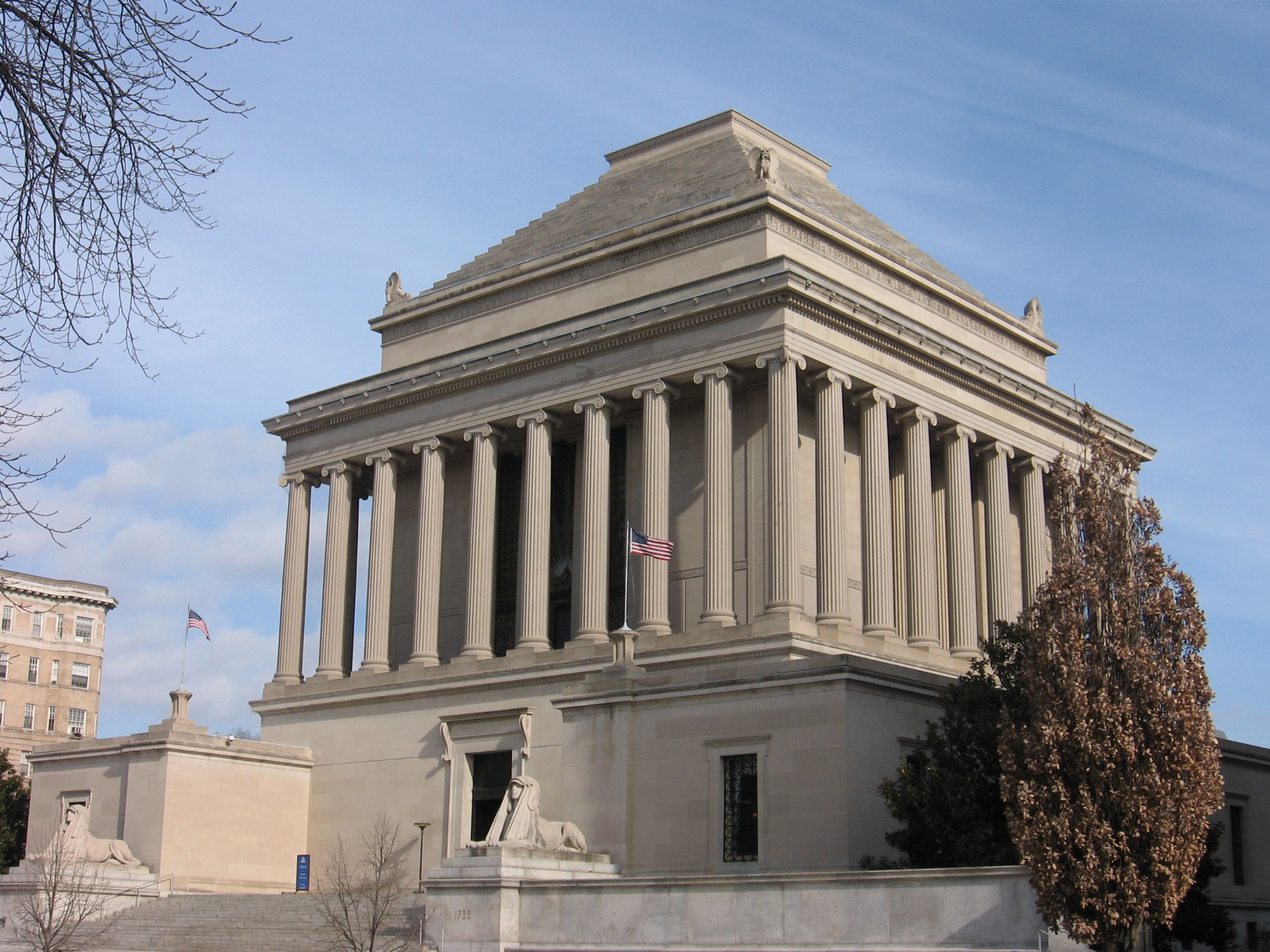
L'House of the Temple a Washington

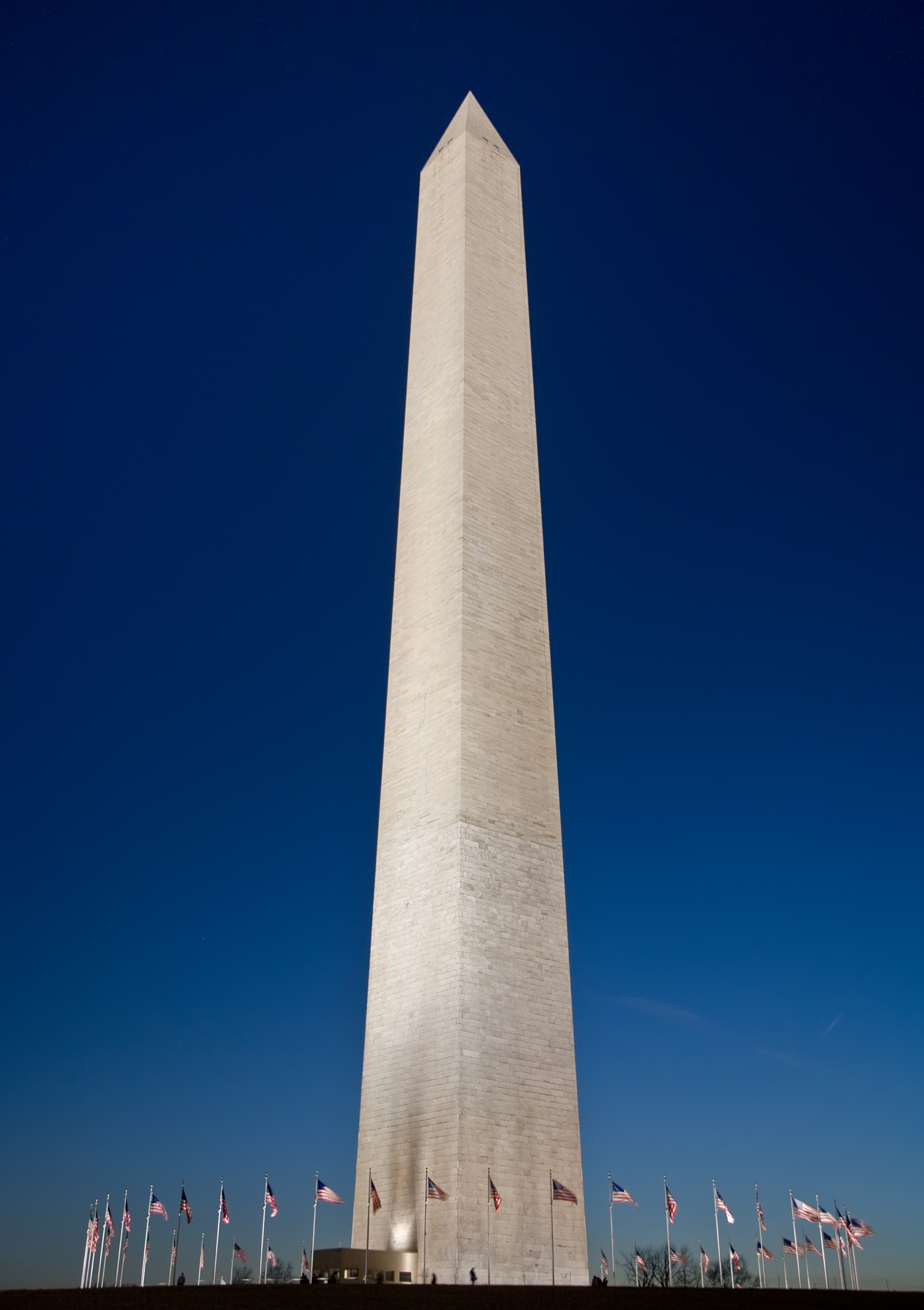
Monumento di Washington

Robert Langdon riceve una telefonata dall'assistente del professor Solomon, suo caro amico, che gli chiede di recarsi in Campidoglio a Washington per una conferenza sulla Massoneria, società nata nel XVIII secolo, di cui Solomon fa parte. Il segretario è in realtà Mal'akh, un falso massone che, riuscito a introdursi nel Campidoglio e a mettere la mano mozzata di Solomon, che ha rapito, al centro della sala nella posizione della mano dei misteri, invita Robert Langdon a risolvere l'enigma della piramide massonica se vuole tenere il caro amico Peter in vita. Intanto anche Katherine Solomon, figlia secondogenita di Peter, si insospettisce a causa della mancanza del fratello al Modulo 5. Katherine è una ricercatrice che studia le "scienze" noetiche e le potenzialità della mente umana cercando una connessione tra scienza moderna e sapere antico. Intanto anche la CIA sembra interessata all'accaduto e Inoue Sato, capo di un reparto della CIA, incontra personalmente Langdon alla Rotonda del Campidoglio, desiderando che il professore risolva l'antico mistero.
Dopo diverse fughe dagli agenti della CIA e lo scioglimento di quasi tutti gli enigmi nascosti nella piramide, Robert Langdon, Katherine e Warren Bellamy (un massone intervenuto al fine di salvare il segreto celato dalla piramide) vengono catturati e capiscono che devono collaborare, in quanto cercano di perseguire gli stessi risultati. Intanto Mal'akh si è recato alla House of Temple, un'importante loggia massonica, con Peter, dove intende sacrificarsi agli dei: infatti il vero scopo di Mal'akh non è quello di riscoprire le antiche conoscenze, bensì di tatuarsi sulla testa la parola celata dalla piramide, e poi di offrirsi agli dei come sacrificio umano. Un sacrificio che ritiene molto importante, in quanto il suo corpo è perfetto dal punto di vista muscolare, e la sua pelle è quasi completamente ricoperta di antichi simboli in onore alle divinità. Si scopre anche che Mal'akh è in realtà lo scapestrato figlio di Peter, che tutti credevano morto in un penitenziario turco, da cui invece è riuscito a fuggire corrompendo e poi uccidendo il direttore. Così Peter si trova davanti a un grande dilemma: salvare suo figlio, oppure salvare la massoneria (Mal'akh stava per diffondere un video in cui venivano rivelati alcuni rituali massoni) e sua sorella, che Mal'akh aveva lasciato a dissanguarsi iniettandole in un braccio un ago senza fiala. L'illustre massone decide di non sacrificare il figlio, ma proprio in quel momento interviene la CIA che con un elicottero sfonda il lucernario posto sulla sommità della cupola della House of Temple, e le schegge prodotte con l'impatto cadono sul corpo nudo di Mal'akh che muore ugualmente.
Nel mentre la CIA è riuscita a bloccare la pubblicazione del video, impedendo così la diffusione dei segreti della massoneria, e anche Katherine è stata salvata. A questo punto Peter decide che Robert Langdon, dopo gli eventi di quella sera e dopo essere riuscito a decifrare quasi completamente la piramide, è degno di conoscere il mistero su cui si fonda la massoneria: la parola che dovrebbe portare alla rivelazione delle antiche conoscenze è in realtà la Bibbia (in quanto la parola perduta della piramide è LAUS DEO ovvero "Lode a Dio"), che secondo l'interpretazione massonica è uno studio delle grandi potenzialità della mente umana, che eleva come unica vera divinità.

## Analisi
Come nel Codice da Vinci il romanzo mescola abilmente finzione e realtà, prendendo in prestito spunti dal mondo dell'arte, della storia e dell'architettura, per rileggerli in funzione della trama. Tra i simboli utilizzati c'è il quadrato magico, specialmente quello inserito da Albrecht Dürer nella famosa incisione Melencolia I.

## Personaggi
- Robert Langdon: Professore universitario, amico di Solomon e protagonista della vicenda.
- Mal'akh: Colui che si scopre essere Zachary Solomon e antagonista nel racconto.
- Peter Solomon: Sarà rapito da Mal'akh che si voleva vendicare di lui.
- Katherine Solomon: Sorella minore di Zachary Solomon/Mal'akh, figlia di Peter Solomon, esperta in scienze noetiche, studia le potenzialità della mente umana e aiuterà Robert nella ricerca di Peter.
- Inoue Sato: Capo dell'OS che vuole proteggere la Massoneria.
- Trish Dunne: Amica di Katerine che sarà uccisa da Mal'akh.
- Warren Bellamy: Architetto del Campidoglio e massone che aiuterà Langdon e Katerine a districarsi tra gli enigmi per salvare Peter.

## Critica
La critica al "Simbolo perduto" si è rivelata prevedibilmente composita ed eterogenea. Come già accaduto con i best seller che hanno preceduto quest'ultima avventura dell'ormai arcinoto professore Robert Langdon (Angeli e demoni e Il codice da Vinci), voci notevoli del giornalismo letterario internazionale hanno espresso in breve tempo giudizi opposti e paralleli.
La prima recensione all'opera è inaspettatamente giunta la mattina del 14 settembre, un giorno prima dell'uscita del libro negli Stati Uniti, pubblicata da The New York Times con in calce la prestigiosa firma di Janet Maslin. Il giudizio della Maslin non si contraddistingue, invero, per particolare entusiasmo; la giornalista ritiene, in breve, che i meccanismi letterari del libro funzionano, attraggono il lettore e lo tengono avvinghiato all'azione impedendo facilmente il distacco critico, ma al contempo osserva come le strutture portanti dell'opera ricalchino senza troppa originalità i lavori precedenti o pure come i personaggi appaiano spesso eccessivamente schematici e stilizzati. Decisamente più aggressiva e velenosa la recensione arrivata dal quotidiano inglese The Guardian in una tirata requisitoria di Mark Lawson che giudica senza troppi giri di parole un "rutilante pezzo di retorica" l'ultimo scritto di Brown e ne descrive l'autore in questi termini: "L'autore che ha venduto di più nella storia moderna rimane quello che scrive peggio". In caratteri prevedibilmente simili si è espresso anche lo storico neozelandese Michael Baigent (che, tra l'altro, dopo aver accusato Dan Brown di plagio per il libro Il codice da Vinci, perse la causa) che su The Daily Beast scrive: “Arrivato a pagina 8 ho chiuso il libro, ho fatto un respiro profondo e ho guardato il soffitto in preda alla disperazione: il libro è terribile [...]".
Massoni più o meno insigni hanno invece mostrato benevolenza per il "Simbolo Perduto" che a parere di molti di loro traccia un'immagine verosimile dell'universo massonico, sfatando miti e luoghi comuni che da tempo immemore gravitano attorno alla celebre lobby. Indubbiamente positiva infine anche la reazione dell'amministrazione di Washington che apre sul sito della capitale statunitense una pagina dedicata agli "antichi misteri" narrati dalle contrastate pagine di Brown, nella speranza evidente di invogliare il lettore a diventare anche turista.
Critiche sono invece venute da ambienti cattolici. Il sociologo delle religioni Massimo Introvigne con una serie di articoli e quindi con il libro Il simbolo ritrovato ha accusato il romanzo di pregiudizi sfavorevoli nei confronti della Chiesa Cattolica e favorevoli alla massoneria. Lo stesso Dan Brown, intervistato dal settimanale Panorama a proposito delle critiche di Introvigne, ha dichiarato: "L'obiezione di questo critico corrisponde a verità: sono molto più benevolo nei confronti della massoneria che del Vaticano".

## Opere derivate
Cinema
La Columbia Pictures ha annunciato i piani per la realizzazione di un film tratto dal romanzo ma non è ancora chiara la data di uscita della pellicola.
Tom Hanks, attore protagonista nei film Il codice da Vinci (2006), Angeli e demoni (2009) e Inferno (2016) a tal proposito ha dichiarato: «se me lo chiedono, non mi rifiuterò. Se torneranno sulla serie, spero che mi chiamino».
Nel gennaio 2013 un articolo del Los Angeles Times raccontò che la sceneggiatura del film era a buon punto e sarebbe dovuta essere completata a febbraio, con un avvio della pre-produzione a metà del 2013. Tuttavia nel luglio 2013 la Sony Pictures ha annunciato che avrebbero adattato il quarto romanzo della serie, Inferno, con Ron Howard come regista.
Serie televisiva
Nel settembre 2021 è uscita su Peacock l'adattamento televisivo che funge da reboot della serie cinematografica, avendo come protagonista un giovane Robert Langdon, interpretato da Ashley Zukerman, alle prese con la sua prima indagine. Il primo trailer de Il simbolo perduto è stato pubblicato il 18 marzo 2021.

## Edizioni
- Dan Brown, Il simbolo perduto, Omnibus, Arnoldo Mondadori Editore, 2009,  pp. 612 pp., ISBN 978-88-04-59674-5.